# Заячий хвостик
«Заячий хвостик» — советский кукольный мультфильм, который создал режиссёр Вадим Курчевский на киностудии «Союзмультфильм» в 1984 году по мотивам одноимённой сказки Людмилы Петрушевской.

## Сюжет
Папа-заяц приобрёл себе нарядный хвостик, для того чтобы вилять им и указывать путь своим зайчатам. Все начали завидовать его хвосту — вор хотел его себе на счастье, модница для пудреницы, шляпный мастер для помпонов, а художник для кисточек. Неожиданно заячий хвостик пропал и заяц пришёл в милицию. Оказалось, что так же в музыкальной школе пропал рояль. Милиционер вызвал собаку и она привела всех по следу в лес. В лесу все увидели танцующий рояль с заячьим хвостиком и веселящихся с ним зайчат. Оказалось что рояль завидовал заячьему хвостику и откусил его. После того как заяц забрал свой хвостик, а рояль вернули в музыкальную школу, зайчата загрустили. Тогда заяц повесил хвостик над входной дверью в музыкальную школу и обрадовавшиеся зайчата забежали в неё.

## Съёмочная группа
| автор сценария                | Людмила Петрушевская |
| кинорежиссёр                  | Вадим Курчевский |
| художник-постановщик          | Марина Курчевская |
| кинооператор                  | Александр Виханский |
| композитор                    | Виктор Бабушкин |
| звукооператор                 | Владимир Кутузов |
| монтажёр                      | Надежда Трещёва |
| редактор                      | Раиса Фричинская |
| художники-мультипликаторы:    | Ирина Собинова-Кассиль, Наталья Тимофеева, Роман Митрофанов |
| текст читает                  | Сергей Юрский |
| куклы и декорации изготовили: | Владимир Аббакумов, Владимир Алисов, Наталия Барковская, Виктор Гришин, Наталия Гринберг, Анна Ветюкова, Михаил Колтунов, Нина Молева, Валентин Ладыгин, Лилианна Лютинская, Николай Меньчуков, Александр Максимов, Валерий Петров, Семён Этлис |
| директор съёмочной группы     | Григорий Хмара |

## Видео
Мультфильм выпускался на DVD в сборнике мультфильмов «Зайчишка-плутишка» «Союзмультфильм».